# Język niwchijski
Język niwchijski (starsza nazwa: giliacki) – język o niepewnej przynależności językowej (zaliczany tradycyjnie, aczkolwiek bez poważnych podstaw językoznawczych do grupy paleoazjatyckiej), którym posługują się Niwchowie, zamieszkujący północny i zachodni Sachalin, brzegi Amuru i część wybrzeża Morza Ochockiego.
Dawniej łączono go z językiem sąsiednich Ajnów w ramach postulowanej rodziny niwchijsko-ajnuskiej. Jego badaniem zajmował się Bronisław Piłsudski, znawca kultury i języka Ajnów. W roku 1989 używało go 1089 osób. Ostatnio Siergiej Nikołajew dowodzi w dwóch publikacjach pokrewieństwa języka niwchijskiego z językami algijskimi Ameryki Północnej, a w mniejszym stopniu tych obu z językami wakaskimi z wybrzeża Kolumbii Brytyjskiej.
W 2020 roku Mark J. Hudson i Martine Robbeets wysunęli hipotezę, że język spokrewniony z niwchijskim był niegdyś używany na Półwyspie Koreańskim i wywarł wpływ na rozwój języka koreańskiego. 
W latach 30. XX w. podjęto próbę stworzenia piśmiennictwa w języku niwchijskim. W 1931 r. opracowano alfabet oparty na łacince, w 1937 r. natomiast na rosyjskiej cyrylicy. Zmodyfikowany wariant alfabetu cyrylickiego wprowadzono w 1979 r. Równolegle prowadzono studia nad strukturą i specyfiką języka niwchijskiego, zbierano materiał językowy na potrzeby słowników, opracowywano gramatyki. Opracowanie alfabetu pozwoliło z kolei na wydawanie publikacji w języku niwchijskim, w tym elementarza oraz podręcznika dla szkoły podstawowej. Z czasem zaczęła powstawać również niwchijska literatura pisana. Najwybitniejszym jej przedstawicielem jest Władimir Sangi, autor publikacji w języku niwchijskim i rosyjskim, tłumaczonych na inne języki, w tym także polski (m.in. powieść Wesele Kewongów, która w przekładzie Marty Okołów-Podhorskiej ukazała się nakładem PIW-u w 1980 r.). Ze względu na niewielką liczbę użytkowników języka niwchijskiego w ogóle, pracą pisarską zajmuje się zaledwie kilka osób, poza Władimirem Sangi – m.in. Jewgienij Gudan, autor kilku publikacji literackich, zwykle dwujęzycznych niwchijsko-rosyjskich. Poza nielicznymi tekstami oryginalnymi, produkcja literacka obejmuje spisane i opracowane m.in. przez Władimira Sangiego, teksty zaczerpnięte z folkloru, legendy, pieśni, opowieści mityczne. Ze względu na bardzo ograniczony krąg twórców i odbiorców, niwchijski język literacki jest słabo rozwinięty, norma literacka po prostu nie zdążyła się ukształtować.

## Fonologia
|              | wargowe  | przedniojęzykowo-dziąsłowe | podniebienne | miękkopodniebienne | języczkowe | krtaniowe |
| ------------ | -------- | -------------------------- | ------------ | ------------------ | ---------- | --------- |
| nosowe       | m        | n                          | ɲ            | ŋ                  |            |           |
| zwarte       | p, pʰ, b | t, tʰ, d                   | t͡ʃ, t͡ʃʰ, d͡ʒ  | k, kʰ, g           | q, qʰ, ɢ   |           |
| szczelinowe  | f v      | s z                        |              | x, ɣ               | χ, ʁ       | h         |
| aproksymanty | w        | l                          | j            |                    |            |           |
| drżące       |          | r, r̥                       |              |                    |            |           |